# تنجلمان
تنجلمان هي شركة ألمانية للسوبرماركت تابعة لإدكا